# Calamagrostis howellii
Calamagrostis howellii är en gräsart som beskrevs av George Vasey. Calamagrostis howellii ingår i släktet rör, och familjen gräs.
Artens utbredningsområde är Oregon. Inga underarter finns listade i Catalogue of Life.